# Nejlikan
Nejlikan (Die Nelke, KHM 76) är en folksaga som nedtecknades och utgavs av bröderna Grimm i deras stora sagosamling 1812. En drottning föder en prins som har gåvan att hans önskningar blir sanna. Prinsen rövas bort av kungens kock som ordnar det så att drottningen får skulden. När kocken fått sina önskningar uppfyllda försöker han arrangera ett lönnmord på prinsen. Men denne får reda på hela komplotten och straffar kocken med att förvandla honom till en svart pudel som tvingas äta glödande kol.